# Mercado Municipal Adolpho Lisboa
O Mercado Municipal Adolpho Lisboa, também conhecido como Mercadão, está localizado às margens do rio Negro, no Centro da cidade de Manaus, capital do estado do Amazonas. Construído durante o ciclo da borracha com material importado da Europa.
Com mais de 140 anos de história, foi inaugurado em 15 de julho de 1883, sendo um dos mais importantes espaços de comercialização de produtos e alimentos típicos da Amazônia, em função da variedade de espécies de peixes de água doce, artesanatos, frutas, legumes e especiarias, atraindo a atenção e a curiosidade de quem o visita.
O Mercadão é um símbolo da arquitetura do período áureo da economia da borracha e uma relíquia para todo o Brasil. Sobre a bandeira do portão principal, existe uma cartela cravada com o nome Adolpho Lisboa que, na época da construção, era prefeito da cidade de Manaus. Posteriormente Lisboa deu o nome ao mercado. Por ser um dos principais exemplares da arquitetura de ferro sem similar em todo mundo, foi tombado como Patrimônio Histórico Nacional pelo IPHAN em 1987 e incluído no Livro das Belas Artes.
Localizado mais precisamente na Rua dos Barés, possui duas fachadas totalmente distintas, uma de frente para o rio Negro e outra para a via pública. Um importante prédio histórico e arquitetônico da cidade, o Mercado Municipal também se destaca como um polo cultural e turístico. O prédio foi interditado em 2006 para obras de restauro, sendo reaberto em 2013.

## História

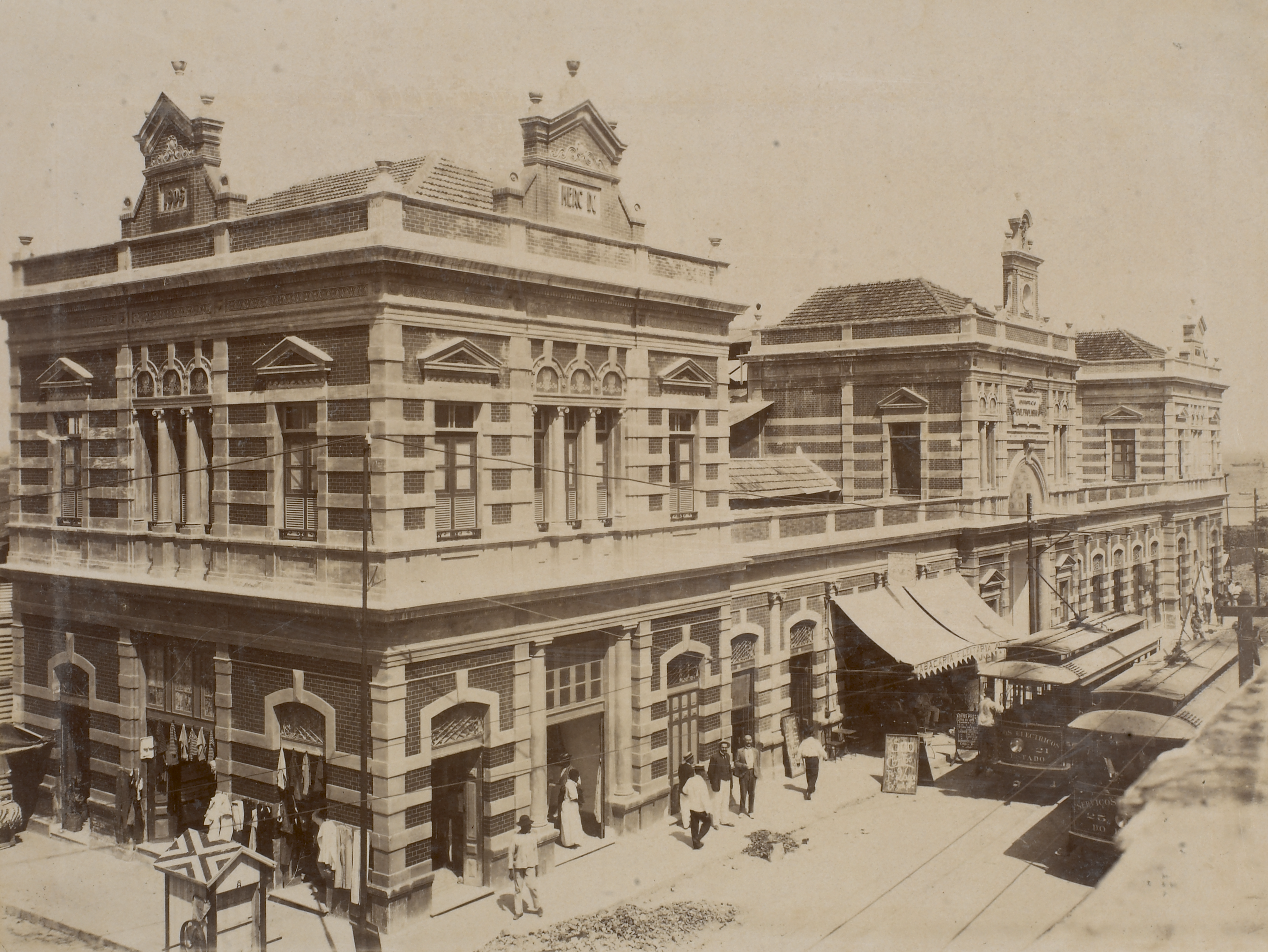
O Mercadão em 1906. Arquivo Nacional

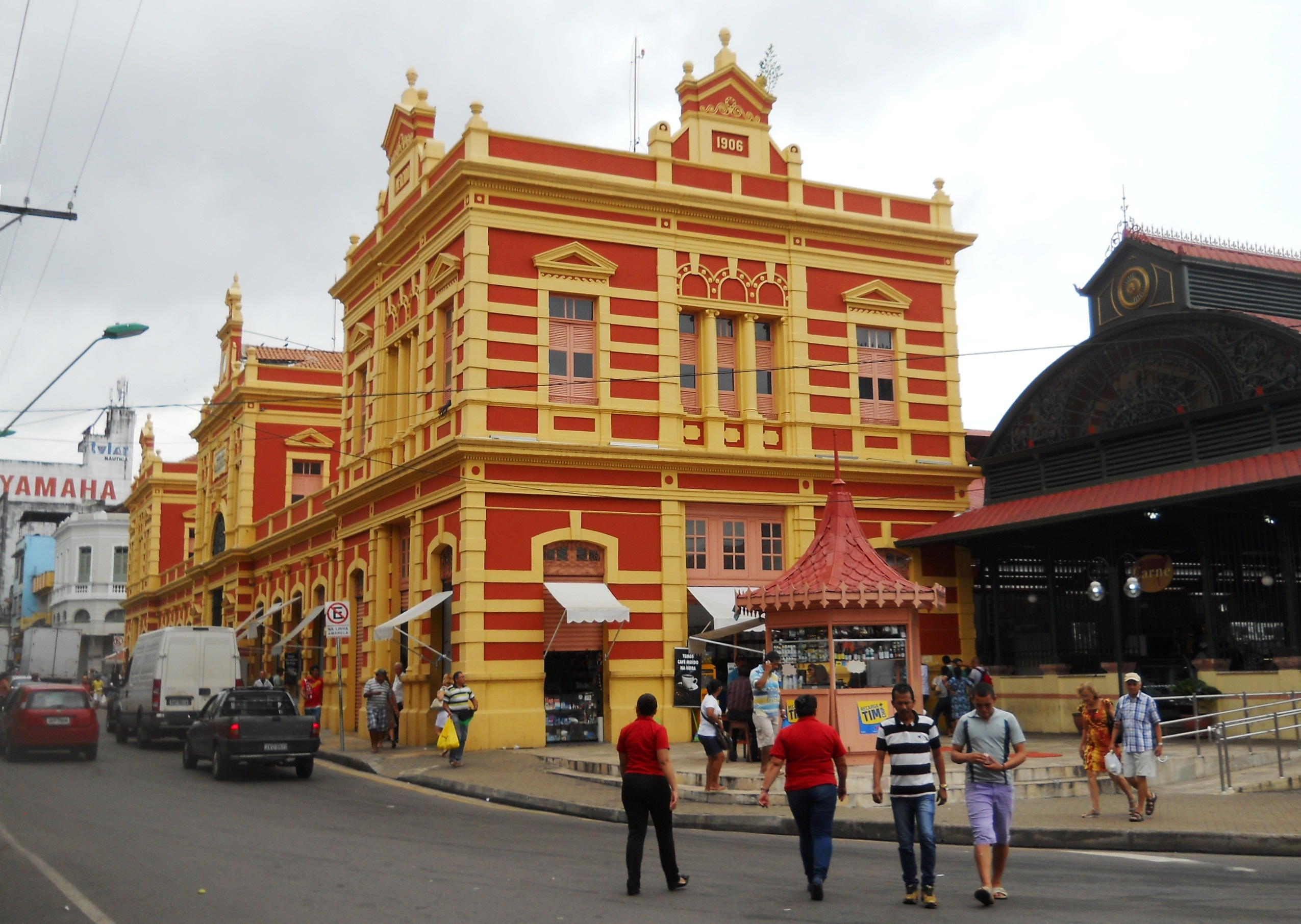
Vista de perfil do Mercadão em 2015.

### Origem
No século XIX, preocupações a respeito das condições higiênicas na comercialização de alimentos, criaram a necessidade da construção de mercados públicos em várias cidades, a exemplo do existente em Manaus, às margens do rio Negro.
Aproveitando as exigências que o requinte da época da borracha costumava atender, o projeto do Mercado Adolfo Lisboa, cujas estruturas são todas ornamentadas de ferro.
No dia 23 de outubro de 1880 foi determinada a construção do Mercado Municipal. Segundo registros da época, o nome “Adolpho Lisboa” é o mesmo do prefeito que administrava a cidade naquele período e o mercado teria custado cerca de 360 mil contos de réis (moedas de fina prata), o equivalente a R$ 10,8 milhões nos dias de hoje.
Na época da construção, o governo da Província do Amazonas estava entregue ao Alarico José Furtado, que ficou no poder, no período de maio de 1881 até março de 1882. A contratação da obra ocorreu no dia 7 de fevereiro de 1882, com a empresa inglesa Backus & Brisbin, sendo o preço da obra orçado em 260 contos de réis e a sua construção concluída no mês de julho de 1883.
O pavilhão central foi inaugurado então, em 15 de julho de 1883, pelo presidente da Província, José Paranaguá, época em que a cidade de Manaus era considerada uma das mais prósperas do Brasil, graças às riquezas originadas pela exploração dos seringais, o mercado foi construído em estilo Art Nouveau, sendo um dos mais importantes exemplares mundiais da arquitetura de ferro, seguindo as características do antigo mercado Les Halles, de Paris, na França.
Os pavilhões, na época então novos, possuem 360 m² de área útil, suas estruturas são formadas por beirais abertos, encimados por arcos de ferro dos quais são sustentados por colunas, também de ferro. Nas duas fachadas principais, fechando os arcos, há grades de ferro com ornatos decorados, acompanhados por vidros coloridos. Por volta de 1908, foi construído o pavilhão posterior para a comercialização, na época de tartarugas amazônicas, o qual possuía iluminação a querosene. Tal pavilhão teve a estrutura em ferro construída pela companhia W MacFarlane & Co. Ltd, de Glasgow, Escócia. Seu formato difere dos outros, sendo este totalmente fechado, possuindo cobertura e feita com chapas onduladas. A construção possui venezianas em todo o seu contorno, tendo oito entradas de acesso (uma em cada fachada principal, e três em cada lateral).

### Patrimônio Histórico Nacional

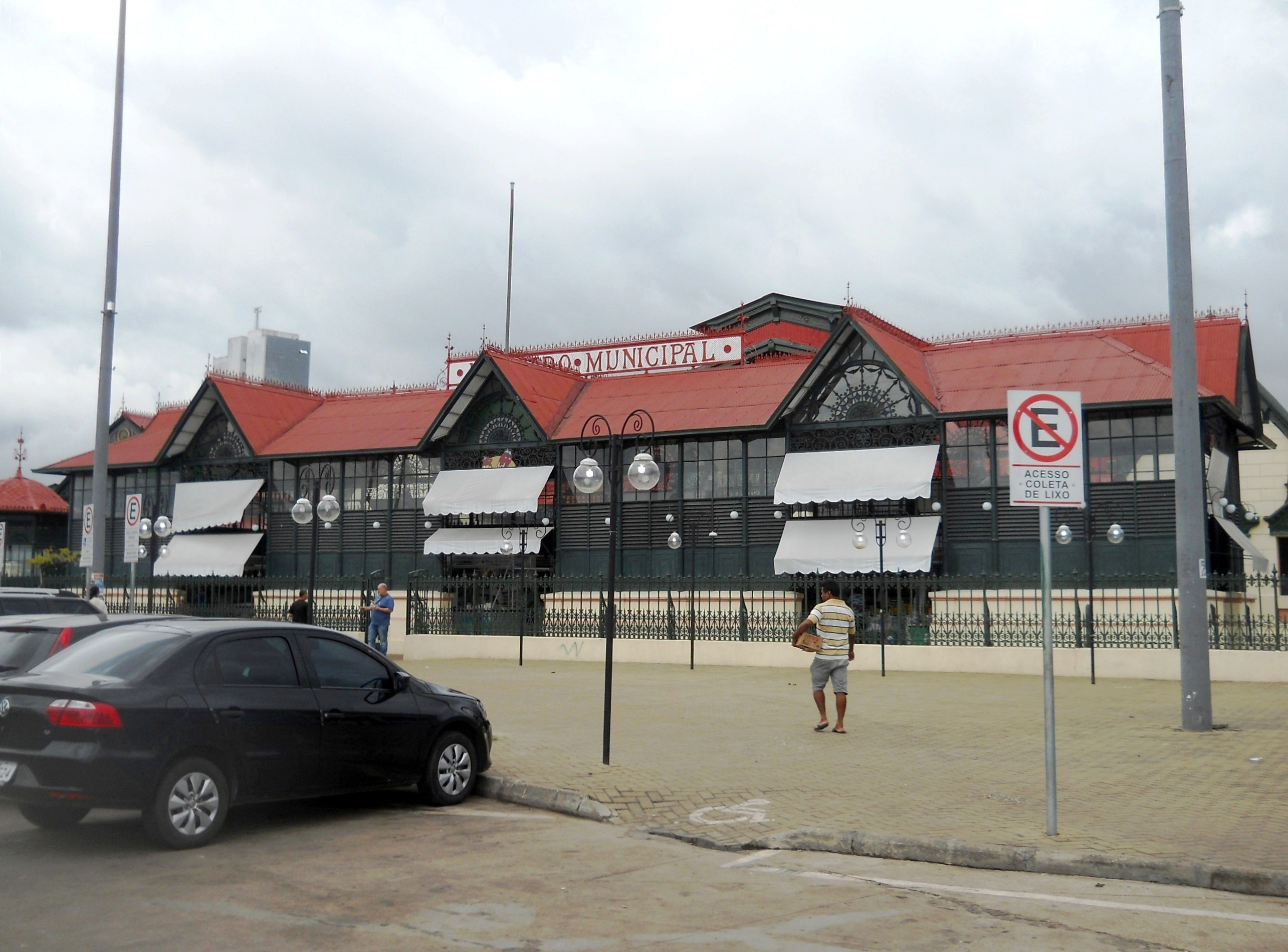
Fachada do Mercadão voltada para o Rio Negro.

O Mercado Municipal Adolpho Lisboa, um dos mais importantes centros de comercialização de produtos regionais em Manaus, foi construído no período áureo da borracha. Por ser um dos principais exemplares da arquitetura de ferro sem similar em todo mundo, foi tombado em 1º de julho de 1987 pelo Instituto do Patrimônio Histórico e Artístico Nacional (IPHAN). Sobre a bandeira do portão principal, existe uma cartela cravada com o nome Adolpho Lisboa que, na época da construção, era prefeito da cidade de Manaus. Posteriormente Lisboa deu o nome ao mercado.

### Restauro
Com recursos da Prefeitura de Manaus, o Mercado fez uma pequena reforma em 1977 e, em dezembro de 2006, iniciou sua primeira restauração técnica e científica, por meio de um convênio entre a Prefeitura e a Superintendência da Zona Franca de Manaus (Suframa). Para a realização das obras, seus 378 permissionários foram transferidos para o armazém 20, próximo ao Porto Privatizado de Manaus, nas margens do rio Negro. Após sete anos fechado para reforma, o Mercadão foi entregue no dia 23 de outubro de 2013 pelo então prefeito Arthur Virgílio Neto.

## Características arquitetônicas

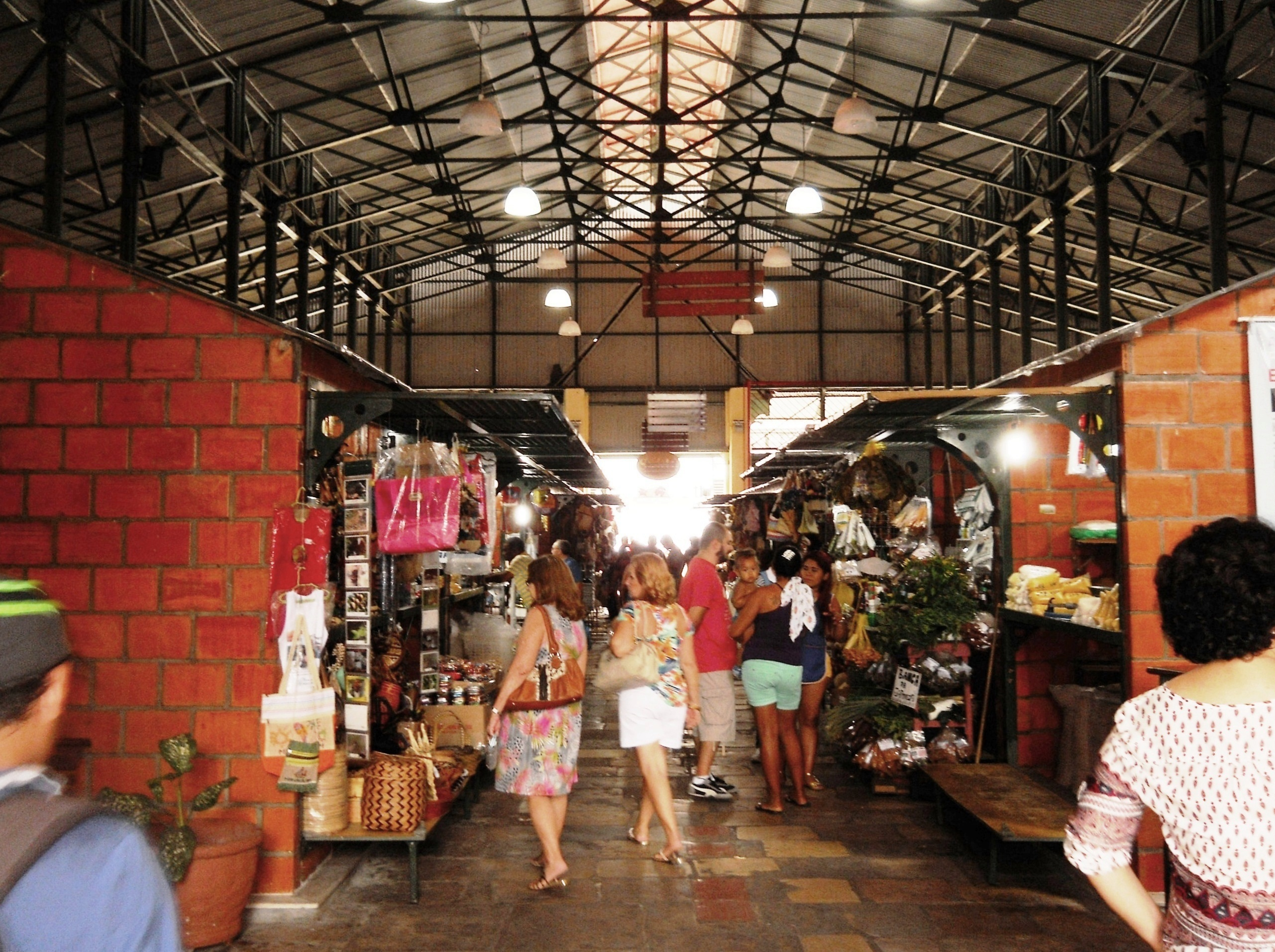
Interior do Mercadão.

O mercado foi construído em estilo Art Nouveau, sendo um dos mais importantes exemplares mundiais da arquitetura de ferro, seguindo as características do antigo mercado Les Halles de Paris. A construção também possui frentes formados por grades ornados em ferro, e vidros coloridos, ladeando esse pavilhão existem dois menores, de forma octogonal, possuindo também venezianas laterais em seu contorno e janelas em vidro (acima das venezianas). As janelas são encimadas por grades de ferro decorados por motivos florais. É considerado um dos mais importantes centros de comercialização de produtos típicos da Região Amazônica em função da vasta variedade de espécies de peixes de água doce, frutas, legumes e especiarias, atraindo a atenção e a curiosidade dos visitantes da cidade.
Possui duas fachadas totalmente distintas, uma de frente para o rio Negro e outra para a Rua dos Barés. Sua inauguração se deu em 1883. Dessa época é datado o edifício principal. Trata-se de um galpão de aproximadamente 45 metros de comprimento e 42 metros de largura, construído com estrutura de ferro. A estrutura é sustentada por 28 colunas, sendo os parapeitos onde estas se apoiam, e as duas salas laterais, em alvenaria de pedra e tijolo. Seu calçamento é de laje de cantaria, de forma retangular, e sua rua central é calçada em paralelepípedos. As salas laterais possuem vinte "boxes", separados entre si, por grades de ferro possuindo cada um, balcões de madeira, com tampo em mármore. Em 1890 foram construídos dois outros pavilhões (galpões) laterais de igual tamanho, também com estruturas de ferro e cobertura de zinco.